# Anglonormannen
Die Anglonormannen sind die Nachkommen der Normannen, die nach der normannischen Eroberung durch Wilhelm den Eroberer 1066 England beherrschten und in der Folgezeit eine von den angelsächsischen, keltischen und dänischen Bewohnern der Insel abgegrenzte Population darstellten. Ihre Sprache war das Anglonormannische.

## Der normannisch-angelsächsische Konflikt
Deutlich wurde diese Abgrenzung in der Armee, die aus anglonormannischen adligen Reitern und meist angelsächsischer (oft ebenso adliger) Infanterie bestand. Die jüngere anglonormannische Aristokratie übernahm häufig angelsächsische Sitten wie lange Haare und Schnurrbärte.
Der Grad der folgenden sozialen Konflikte zwischen Normannen und Angelsachsen ist ein umstrittenes Thema unter Historikern. Die Sicht des 19. Jahrhunderts mit ihren populären Legenden (Robin Hood, Ivanhoe) dürfte Übertreibungen enthalten, ebenso wie die Schriften von Ordericus Vitalis, in dessen Historia Ecclesiastica (1125) der Widerstand der Angelsachsen gegen die Normannen gepriesen wird. Andererseits wurde durch das Gesetz Mudrum fine eine hohe Geldstrafe für das Töten eines Normannen festgelegt, was die Häufigkeit derartiger Übergriffe belegen dürfte.
Im 12. Jahrhundert hatten sich die beiden Bevölkerungsgruppen soweit vermischt, dass die Konflikte verschwanden.

## Irland
Anglonormannische, vor allem aber cambro-normannische Barone eroberten ab Ende der 1160er Jahre Irland. Anfangs unterstützten sie regionale irische Könige wie Dermot MacMurrough, doch wenig später errichteten sie dort eigene Herrschaften. Heinrich II. von England setzte darauf die königliche Herrschaft über Irland durch. Zahlreiche der Eroberer kamen aus Wales, weshalb sie von Mediävisten als Cambro-Normannen bezeichnet werden.
Sie verschmolzen mit dem keltischen Adel der Insel, vor allem außerhalb des Gebiets um Dublin. Sie werden als „altenglisch“ bezeichnet, doch kam dieser Name erst um 1580, also 400 Jahre nach ihrem ersten Auftreten in Irland auf.

## Anglonormannische Familien
| - d’Anvers - d’Aubigny (oder d’Albini) - de Bailleul - de Beauchamp - de Beaumont - Bigot - de Bohun - de Bourg (oder de Burgh) - de Briouze (oder de Braose) - de Bruce - de Clare - Clifford - de Crépon - de Dunstanville - de Ferrières (oder de Ferrers) | - Fitzalan - FitzWalter - de Gand - Giffard - de Grandmesnil - d’Harcourt - Lacy - Lestrange - de Mandeville - Mauduit - de Montfort - de Montaigu (oder de Montague) - Mortimer - de Montbray (oder Mowbray) | - de Montgommery (oder Montgommerie, Montgomery) - Neville - Paynel - de Percy - Peverel - Pippard - de Quincy - de Reviers oder Redvers - de Say - Talbot - de Tosny - de Vere - de Warenne |